# Il palato assoluto
Il palato assoluto è un'opera di Andrea Camilleri pubblicata nell'agosto 2010 in allegato al periodico culturale Stilos.

## Trama
Caterino Zappalà, nato nel marzo del 1937, fino all'età di cinque anni era stato un bambino come tutti gli altri bambini di questo mondo: «aviva accomenzato a parlari al tempo giusto, che non faciva crapicci chiossà di quanto ne facivano l'altri picciliddri, che mangiava, dormiva, chiangiva e arridiva priciso 'ntifico ai sò coetanei.»
La sua amorosa mamma, nonostante le difficoltà alimentari causate dalla guerra, non faceva mancare al suo unico figlio cibi genuini e saporiti.
La particolare natura del piccolo Caterino si rivelò il primo giorno di frequenza all'asilo privato organizzato nella casa della maestra Ersilia che gli tolse la merendina preparata dalla mamma perché in quella scuola i bambini mangiavano quello che la sorella, la maestra Giustina, preparava per loro. Quel mattino la merenda era un uovo sodo e un pezzo di pane, cibi che Caterino rifiutò di mangiare.
- Che c'è?

- Non mi piaci. 

- Pirchì?

- Non è frisco. 

- Ma se l'hanno portati stamatina!

- 'St'ovo havi tri jorni. 
Diventato adulto Caterino Zappalà vorrebbe costruirsi una vita normale ma capisce che la sua dote straordinaria può arricchirlo. Si proporrà come raffinato assaggiatore, in grado di valutare esattamente se un cibo sia o no genuino e la sua freschezza, ai ristoratori che lo pagheranno per non essere danneggiati dal suo giudizio.

## Edizioni
- Andrea Camilleri, Il palato assoluto, Catania, Stilos, 2010,  p. 71.